# Der Apfel fällt nicht weit vom Stamm
Der Apfel fällt nicht weit vom Stamm ist ein Sprichwort. Es bedeutet, dass Kinder manchmal ähnliche Eigenschaften haben wie ihre Eltern.

## Herkunft
Im Lateinischen gibt es die Redewendung: Mala malus mala mala, ein schlechter Apfelbaum trägt schlechte Äpfel, als Wortspiel von malus Apfelbaum und malus schlecht.
(Ähnliche lateinische Formulierungen sind arbor sit qualis, fas est cognoscere malis; und ex radice mala nascuntur pessima mala (aus einer schlechten Wurzel wachsen schlechte Früchte); sowie ex ovis pravis non bona venit avis.)

Im Niederländischen gab es im 17. Jahrhundert die Redewendung de peere en valt niet wijt vanden boom,  die Beere fällt nicht weit vom Baum.
Im Deutschen ist  das Sprichwort Der Apfel fällt nicht weit vom Stamm seit dem späten 18. Jahrhundert in mehreren Sprichwortsammlungen enthalten.
Ähnliche Formulierungen gibt es in vielen europäischen Sprachen und Dialekten.